# Кушплер Зоряна Ігорівна
Зоряна Ігорівна Кушплер (нар., Львів) — українська оперна співачка (мецо-сопрано), Почесна президентка Галицького музичного товариства. Професорка співу в університеті Моцартеум у Зальцбургу (Австрія).

## Життєпис
Батько — Ігор Кушплер, український оперний співак (баритон), соліст Львівського національного театру опери та балету ім. С. Крушельницької. Народний артист України. Мати — Ада Кушплер, багаторічна декан вокального, диригентського та факультету народних інструментів Львівської державної музичної академії ім. Миколи Лисенка.
Випускниця Львівської спеціалізованої музичної школи імені Соломії Крушельницької (скрипка).
Випускниця Львівської національної музичної академії імені М. В. Лисенка (клас І. Кушплера) та Гамбурзької музичної академії (клас Ю. Бекманн). Лауреатка міжнародних конкурсів, серед яких — перша премія на Міжнародному конкурсі Баварського радіо і телебачення (ARD) у Мюнхені.
З 2007 по 2020 роки була сталою солісткою, а з 2021 року є запрошеною солісткою Віденської національної опери, де виконує партії Ульріки («Бал маскарад»), Фенени («Набукко»), Ольги («Євгеній Онєгін»), Поліни («Пікова дама»), Марцеліни («Весілля Фігаро»), Магдалени («Нюрнберзькі майстерзингери»), Вальтрауте («Загибель богів»), Переціозілли («Сила долі»), Аделаїди («Арабелла») та інші.
Разом із сестрою-близнючкою Оленою Кушплер регулярно виступає як з сольними концертами, так і на різноманітних фестивалях у Берліні, Гамбурзі, Мюнхені, Касселі, Дюссельдорфі, Реклінхаузені, Відні та Львові.
З 2008 року і по сьогодні Зоряна Кушплер регулярно виступає на сцені Фольксопери у Відні де вона виконує такі партії як Кармен, Джульетта («Казки Гофмана»), Магдалена («Ріголетто»), Принц Орловський («Летюча миша»), Марцеліна («Весілля Фігаро»). У 2012 р. відкривала сезон у Клівленді у Северанс-холі соло партією у Симфонії № 3 Г. Малера у виконанні Клівлендського симфонічного оркестру під батутою Франца Вельсера-Места. У 2014 році дебютувала у Карнегі-холі (Нью-Йорк, США) у Симфонії № 9 Л. ван Бетховена, виконала партію Фенени «Набукко» поруч з видатним тенором Пласідо Домінго у Віденській національній опері, дебютувала в Альберт-холі (Лондон, Англія) в опері «Електра» з Віденським філармонійним оркестром під батутою Франца Вельсера-Места, а також виконала партію Маргарити в опері «Чотири грубіяни» Е. Вольфа-Феррарі у Театрі Принца-регента (Мюнхен, Німеччина). 2021 році виконала партію Аделаіди у опері «Арабелла» Р. Штрауса в оперному театрі м. Бонн (Німеччина). З 2020 р. Зоряна Кушплер продовжує активно виступати як запрошена солістка у Віденський національній опері, а також у Фольксопері у Відні.
Численні записи Компакт дисків та ДВД на фірмах грамзапису Дойче Граммофон, Капріччо Дельта, Орфео та Грамола. Новий контракт диск з творами українських композиторів вийде на фірмі «Грамола» восени 2023 р.
Творча діяльність дуже тісно пов'язує співачку і з Україною. Неодноразово виконувала партію Кармен у Національній опері України у Києві та в Одеському театрі опери та балету. У 2017 та 2018 брала участь у фестивалі LvivMozArt. У 2017 взяла участь у святкуванні 150-річчя Національної опери України у Симфонії № 2 Г. Малера, а у 2018 — у проєкті «В Україну повернуся» на Софійській площі у Києві.
У 2016 році стала «Людиною року» у галузі культури та мистецтва в Україні.
З 2019 року є почесною президенткою Галицького музичного товариства.
У 2021 році Зоряні Кушплер було присвоєно Орден Княгині Ольги третього ступеня за заслуги перед Державою.
З 2023 року Зоряна Кушплер є професоркою співу в Університеті Моцартеум м. Зальцбург, Австрія.
Є парафіянкою церкви святої Варвари у Відні.
У грудні 2014 року народила сина Марка-Ігоря.

## Нагороди
- Орден княгині Ольги III ступеня (23 серпня 2021) — за вагомий особистий внесок у розвиток міждержавного співробітництва, зміцнення міжнародного авторитету України, популяризацію її історико-культурної спадщини[4]